# 台灣兒童暨家庭扶助基金會
財團法人台灣兒童暨家庭扶助基金會（簡稱：家扶基金會，英文簡稱：TFCF）為臺灣的國際性兒童福利組織，設立於1950年。目前全台有24所分事務所（家扶中心）、11所附屬（設）機構、3所非營利幼兒園及7所國外分事務所。

## 歷史沿革
- 1938年，為拯救中國對日抗戰中的戰亂孤兒，美國傳教士卡維特·克拉克博士(J.Calvitt Clarke)於美國維吉尼亞州里其蒙市（Richmond, Virginia）設立中國兒童基金會（China's Children Fund，簡稱CCF），並在中國大陸各地開辦42所育幼院。
- 1950年美國CCF於台灣成立第一所家庭式育幼院-台中光音育幼院，主要由美、加教會人士捐助經費提供服務，本會在台灣的兒童福利工作於焉展開。
- 1964年在台中市成立第一所家庭扶助中心，並陸續在全國各地設置23所家庭扶助中心，首創認養制度為弱勢兒童與家庭提供經濟補助，服務擴及台澎金馬(1977年停止馬祖的扶幼工作）。
- 1981年，開辦家庭寄養服務，次年獲政府委託於各地家扶中心全面推展。
- 1985年，本會不再接受國外扶助，成為自立自主的兒童福利機構。
- 1987年，開辦認養國外兒童業務，開始倡導兒童保護服務。同年，開始倡導兒童保護服務。
- 2002年，本會接受美國CCF的邀請加入ChildFund International（2008年更名為ChildFund Alliance）擴大援助國外兒童，本會為創始會員國之一。同年，更名為「台灣兒童暨家庭扶助基金會」（Taiwan Fund for Children and Families），簡稱「家扶基金會」。
- 2004年，蒙古分事務所立案通過，為第一個國外直接服務據點。
- 2007年，推動民法繼承編未成年限定繼承修法，免除背債兒的債務重擔。
- 2008年，榮獲內政部「97年度全國性財團法人社會福利慈善事業基金會評鑑」優等獎，並設置「0800-078585您請幫我幫我」家扶專線，為民眾提供更及時便捷之求助管道。
- 2009年，參與八八水災災區救援工作，獲內政部表揚「莫拉克颱風救災有功團體獎」。
- 2010年，承接內政部1957福利諮詢專線。
- 2013年，訂定每年4月28日為家扶兒保日，透過倡議宣導活動喚起社會大眾對兒童保護之關懷。
- 2014年，榮獲衛生福利部「103年度全國性暨省級財團法人社會福利慈善事業基金會評鑑」優等。
- 2015年，終止ChildFund Alliance的會員身分，但仍透過ChildFund Alliance認養亞洲、美洲及非洲貧困兒童、家庭與社區。同年，本會取得國際責信認證機構Accountable Now附屬會員身份，於2017年成為正式會員，是台灣第一個加入該國際認證組織的機構。
- 2016年，設立馬祖分事務所，完整台澎金馬服務。
- 2017年，開辦寮國社區方案認養，並出版《台灣兒少權益白皮書》，為我國首度為兒少權益提出政策倡議之白皮書。
- 2019年，接受台中市政府委辦本會第一所非營利幼兒園「臺中市大里非營利幼兒園」。同年，台北市北區分事務所轉型服務為台北青角，提供青少年服務專精化據點。
- 2020年，家扶獲外交部NGO國際事務會表揚「傑出貢獻民間團體-社會福利類獎」。家扶70周年導入全新企業識別系統(CIS)。
- 2022年，本會獲台灣永續能源研究基金會表揚「TSAA台灣永續行動獎-SDG11永續城市」非營利組織類金獎。
- 2023年，本會獲台灣永續能源研究基金會表揚「TSAA台灣永續行動獎-SDG4優質教育」非企業組特優。

## 服務據點

### 臺灣
北部
| 名稱                               | 地址                              | 電話         |
| 基隆家扶中心                       | 基隆市安樂區基金一路110之87號     | 02-2431-9000 |
| 台北青角                           | 台北市北投區公館路423巷8弄15號1樓 | 02-2823-1943 |
| 台北家扶中心                       | 台北市大安區樂利路97號1樓         | 02-2736-2085 |
| 台北辦事處                         | 台北市信義區忠孝東路5段482號4樓   | 02-2727-8001 |
| 新北市家扶中心                     | 新北市板橋區忠孝路214號           | 02-2959-2085 |
| 桃園家扶中心                       | 桃園市中壢區甘肅一街29號          | 03-4562-195  |
| 新竹家扶中心                       | 新竹市東區光復路1段531巷72之8號   | 03-567-8585  |
| 大同育幼院                         | 新北市中和區圓通路121巷2號        | 02-2247-2455 |
| 桃園市國強非營利幼兒園（委託家扶） | 桃園市桃園區上海路256號           | 03-3694-750  |

中部
| 名稱                               | 地址                           | 電話         |
| 家扶基金會會本部                   | 台中市西區民權路228號          | 04-2206-1234 |
| 苗栗家扶中心                       | 苗栗縣竹南鎮博愛街518號        | 037-461-234  |
| 北台中家扶中心                     | 台中市豐原區豐原大道三段199號  | 04-2523-2704 |
| 南台中家扶中心                     | 台中市西屯區甘肅路1段67號      | 04-2313-1234 |
| 彰化家扶中心                       | 彰化縣和美鎮彰美路5段160號     | 04-7569-336  |
| 南投家扶中心                       | 南投縣南投市民族路615號        | 049-2222-080 |
| 雲林家扶中心                       | 雲林縣虎尾鎮公安路201號        | 05-6323-200  |
| 台中發展學園                       | 台中市西屯區河南路二段103號    | 04-2315-1010 |
| 彰化發展學園                       | 彰化縣和美鎮彰美路五段160號3樓 | 04-7569-336  |
| 雲林發展學園                       | 雲林縣虎尾鎮穎川里頂南56號     | 05-6361-712  |
| 南投希望學園                       | 南投縣埔里鎮枇杷路99之3號      | 049-2925-119 |
| 臺中市大里非營利幼兒園（委託家扶） | 台中市大里區立元路113號        | 04-2275-3239 |
| 臺中市育賢非營利幼兒園（委託家扶） | 台中市太平區立文街8號          | 04-2393-6214 |

南部
| 名稱           | 地址                          | 電話        |
| 嘉義家扶中心   | 嘉義市西區保安四路52號        | 05-2812-085 |
| 北台南家扶中心 | 台南市新營區東興六街49號      | 06-6324-560 |
| 南台南家扶中心 | 台南市中西區西賢一街139號     | 06-2506-782 |
| 北高雄家扶中心 | 高雄市岡山區竹圍東街182巷12號 | 07-6213-993 |
| 南高雄家扶中心 | 高雄市苓雅區中正一路305號     | 07-7261-651 |
| 屏東家扶中心   | 屏東市大武路303號             | 08-7537-123 |

東部
| 名稱         | 地址                          | 電話        |
| 宜蘭家扶中心 | 宜蘭縣宜蘭市自強新路171號     | 03-9322-591 |
| 花蓮家扶中心 | 花蓮縣花蓮市美崙中興路75號    | 03-8236-005 |
| 台東家扶中心 | 台東縣台東市正氣北路255巷74號 | 089-3238-04 |
| 花蓮希望學園 | 花蓮市中興路83號              | 03-8233-100 |

離島
| 名稱         | 地址                          | 電話        |
| 澎湖家扶中心 | 澎湖縣馬公市成功街75號        | 06-9276-432 |
| 金門家扶中心 | 金門縣金寧鄉環島北路二段579號 | 082-3261-39 |
| 馬祖家扶中心 | 連江縣南竿鄉復興村164號       | 083-6235-45 |

### 海外
| 名稱             | 地址                                                           | 設立 |
| 蒙古家扶中心     | 蒙古國烏蘭巴托市巴彥朱日赫14小區南陽州街第40號建築2樓          | 2004 |
| 吉爾吉斯家扶中心 | 吉爾吉斯共和國楚河區楚河村托克瑪克鎮蘇維埃街185號              | 2012 |
| 史瓦帝尼家扶中心 | 史瓦帝尼王國霍霍省墨巴本市馬龍給鄉農莊2號地段187號             | 2013 |
| 越南家扶中心     | 越南胡志明市新平郡第二方紅河街11A號6樓6.2室                    | 2014 |
| 柬埔寨家扶中心   | 柬埔寨金邊市森速區烏巴克恩分區蘭花城（北橋）向日葵路5658號     | 2015 |
| 約旦家扶中心     | 約旦安曼市阿布敦區烏米亞德街10號1樓公寓3                       | 2018 |
| 菲律賓家扶中心   | 菲律賓曼達盧永市多明哥格瓦拉接卡爾巴約街角11號諾基斯大樓2樓1室 | 2019 |

## 外部連結
- 家扶基金會官方網站 （页面存档备份，存于）
- 家扶基金會的Facebook專頁
- 家扶基金會的Line專頁 （页面存档备份，存于）
- 家扶基金會的Instagram專頁
- 家扶基金會的Youtube頻道 （页面存档备份，存于）